# Unidad periférica de Flórina
Flórina (en griego Φλώρινα, Flórina) es una unidad periférica de Grecia. Su capital es Flórina. Hasta el 1 de enero de 2011 fue una de las 51 prefecturas en que se dividía el país.

## Subdivisiones
Se divide en tres municipios:
- Amyntaio
- Flórina
- Prespes